# Mercury Grand Marquis
La Grand Marquis è un'autovettura full-size di lusso a trazione posteriore prodotta dalla Mercury dal 1983 al 2011. Era l'ammiraglia della gamma Mercury.
Il nome "Grand Marquis" fu introdotto nel 1975 come allestimento al top di gamma della Mercury Marquis. Nel 1983 la Grand Marquis diventò un modello a sé stante. La vettura era sostanzialmente il modello gemello Mercury della Ford Crown Victoria, dato che condivideva con essa il pianale Panther della Ford insieme alla Lincoln Town Car. Dopo l'uscita di scena della Crown Victoria alla fine del model year 2007, la Grand Marquis diventò il modello posizionato alla base dell'offerta delle vetture Ford costruite sul pianale Panther. La Grand Marquis aveva il telaio separato ed il motore montato anteriormente.
La Grand Marquis è stata prodotta principalmente a St. Thomas, in Canada. Dal 1983 al 1985 fu invece prodotta a Saint Louis, nel Missouri. Con la soppressione del marchio Mercury la produzione della Grand Marquis per il grande pubblico terminò nell'ottobre del 2010, mentre l'assemblaggio delle vetture destinate alle flotte aziendali finì nel gennaio 2011. L'ultima Grand Marquis uscì infatti dalle catene di montaggio il 4 gennaio 2011.
Durante gli anni in cui fu prodotta, la Grand Marquis, oltre ad essere venduta in Nord America, venne esportata principalmente in Medio Oriente.

## La Grand Marquis come allestimento della Marquis: 1975–1982

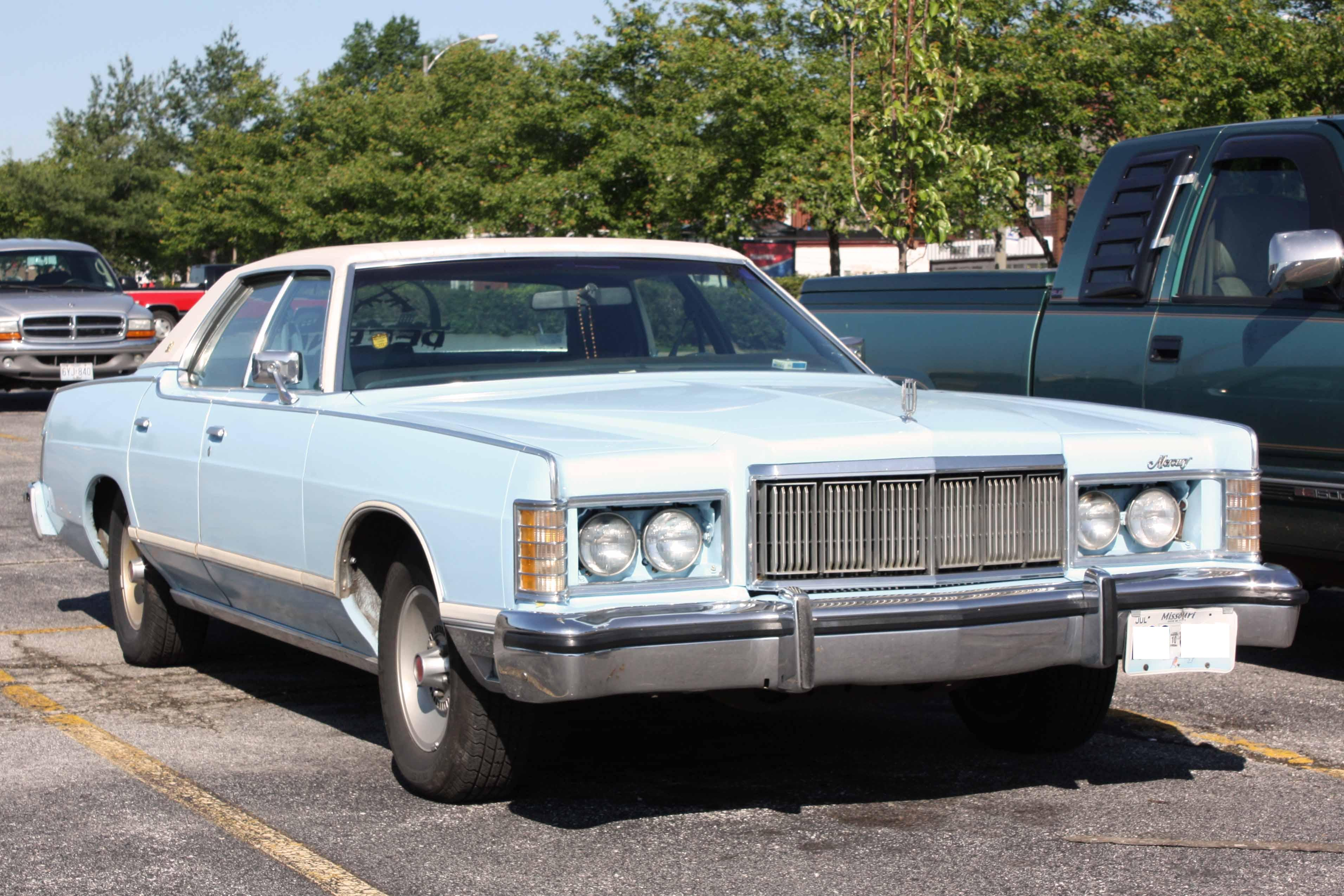
Una Mercury Grand Marquis quattro porte berlina della seconda parte degli anni settanta

La Mercury Marquis, che apparteneva alla categoria delle vetture full-size, è stata introdotta nel 1967 come livello di allestimento della Mercury Monterey. Quest'ultima venne poi sostituita gradualmente dalla Marquis. Nel 1975 venne invece lanciata, come allestimento d'alta gamma della Marquis, la Grand Marquis. Per il model year 1979, tutti modelli Mercury full-size vennero basati sul più piccolo pianale Panther, che sostituì la precedente piattaforma Ford full-size. La Grand Marquis come allestimento della Marquis era disponibile in due versioni, berlina a due oppure quattro porte. Il motore era installato anteriormente, mentre la trazione era posteriore. Il telaio era separato.
Nel 1983 la Grand Marquis diventò un modello a sé stante. Nell'occasione la Marquis venne spostata sul pianale mid-size Fox della Ford con l'intento di sostituire la poco fortunata Cougar. Di Grand Marquis ne furono poi prodotte, in totale, quattro differenti serie. 

## La prima serie: 1983–1991

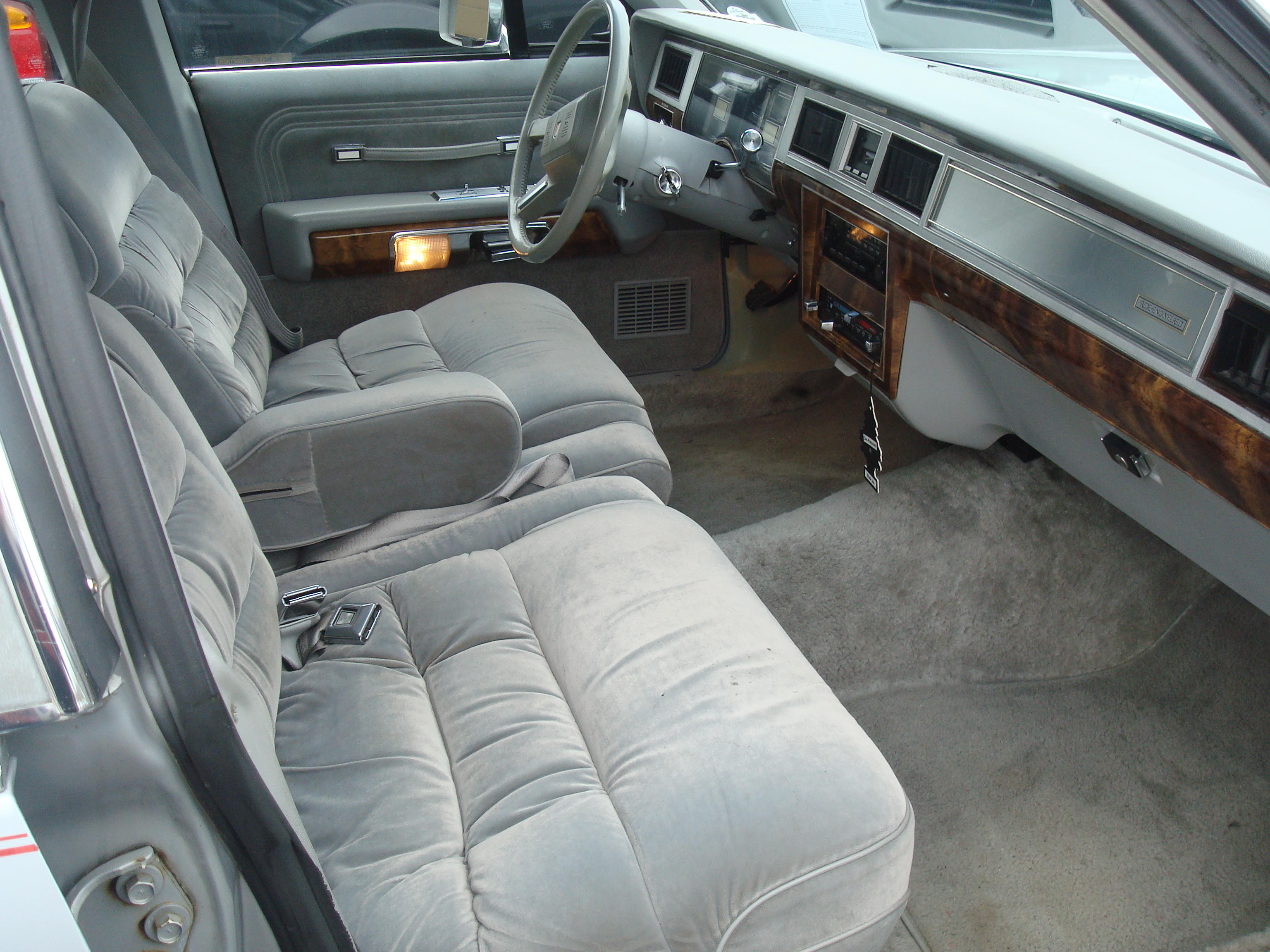
Gli interni di una Grand Marquis LS del 1985

La Grand Marquis è diventato un modello a sé stante nel 1983 quando la Marquis e la Marquis Brougham vennero spostate sul pianale mid-size Fox. La Grand Marquis diventò quindi l'ammiraglia della gamma Mercury. L'assemblaggio rimase per i primi anni a Saint Louis, per poi venire spostato nel 1985 a St. Thomas, in Canada. Le uniche modifiche apportate al modello, nel passaggio tra la Marquis e la Grand Marquis, furono la revisione dei fanali posteriori e l'introduzione di una nuova calandra.
La Grand Marquis era disponibile con tre versioni di carrozzeria, ovvero berlina due o quattro porte e familiare cinque porte. Esse erano disponibili in due allestimenti, quello standard e l'LS, che sostituì il Brougham. La versione familiare presentava delle fiancate su cui erano collocati dei pannelli di finto legno. Dopo il 1983 la Grand Marquis familiare fu tolta di produzione. Alla fine del 1986, a causa delle basse vendite, fu invece tolta di produzione la berlina due porte.
Dal 1983 al 1985 il modello venne dotato di un motore V8 da 4,9 L di cilindrata. Dal 1986 al 1991 sulla Grand Marquis fu invece anche disponibile un propulsore V8 da 5,8 L. Il cambio era automatico a quattro rapporti.
La prima serie della Grand Marquis vendette bene e rimase pressoché immutata fino al 1986, quando fu cambiato il sistema di alimentazione. Da un sistema a carburatore si passò infatti ad un sistema ad iniezione. Nell'occasione, la produzione venne spostata a St. Thomas. Nel 1988 la linea e gli interni vennero aggiornati. Nell'anno citato l'allestimento venne rinominato Grand Marquis GS.
Per ottenere dei modelli di limousine relativamente economici, molti costruttori di questo tipo di vetture utilizzavano come base delle Grand Marquis. Le Grand Marquis limousine furono più popolari in America latina che negli Stati Uniti. Nel film del 1989 di James Bond, "007 - Vendetta privata", uno dei protagonisti della pellicola, Franz Sanchez, guida una Grand Marquis limousine del 1985. Questa vettura era di colore nero e possedeva gli interni di colore rosso.
Dal 1984 al 1989 in Venezuela il modello era conosciuto come Ford Conquistador, mentre in Messico come Ford Grand Marquis.

## La seconda serie: 1992–1997

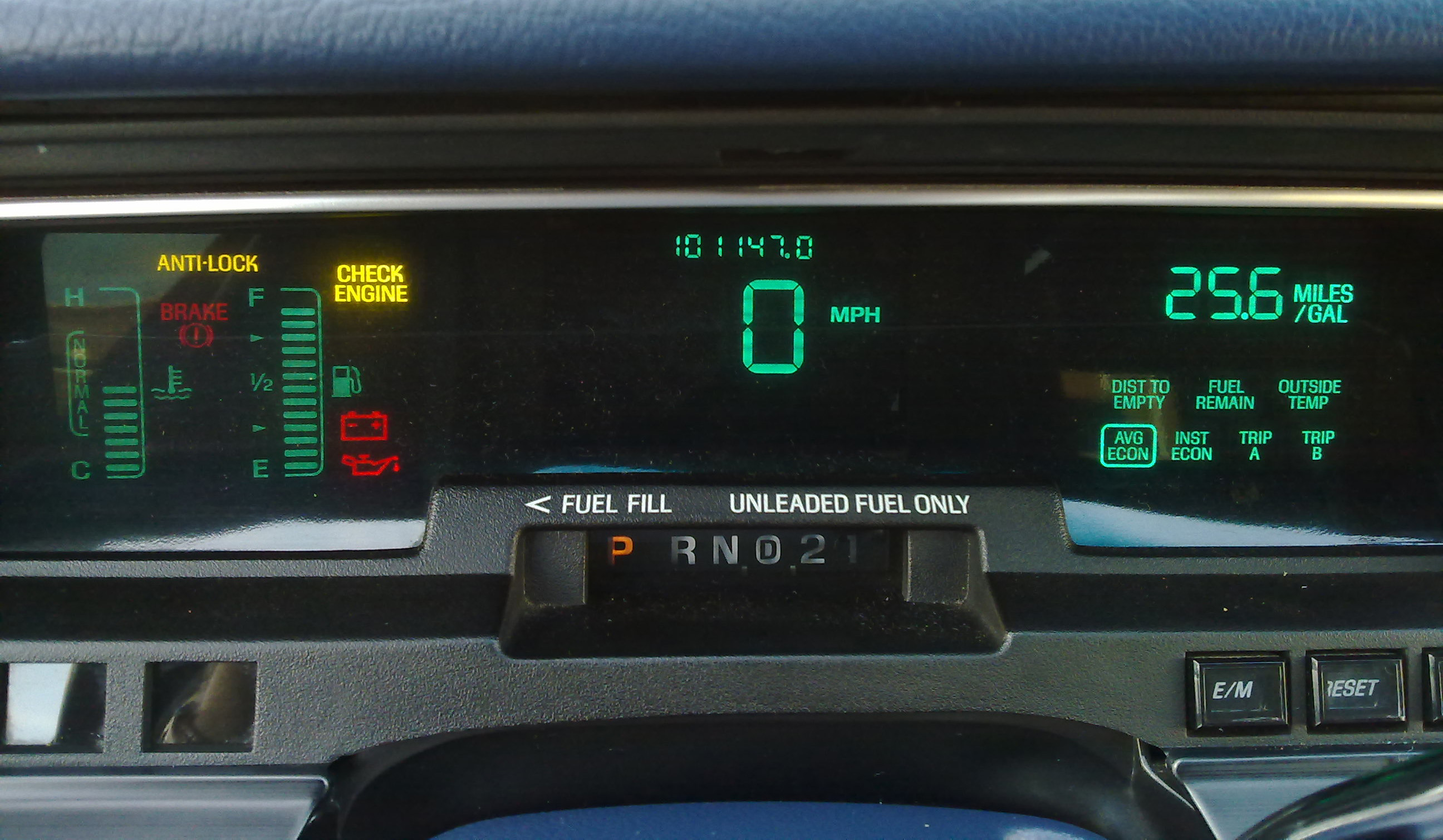
Il quadro strumenti di una Grand Marquis seconda serie

Nel model year 1992 i modelli Ford e Mercury basati sul pianale Panther furono oggetto del più profondo restyling dal 1979. La Grand Marquis fu dotata di lamierati nuovi, di una linea più arrotondata e di forme di aerodinamiche. Ora la Grand Marquis e Crown Victoria presentavano caratteristiche più distintive.
Questa seconda serie di Grand Marquis era dotata di un motore V8 monoalbero da 4,6 L, di freni a disco con ABS che sostituirono i precedenti freni a tamburo. Tra le opzioni era offerto il controllo della trazione. Nel 1992 il doppio airbag frontale fu offerto di serie, mentre quello laterale lato passeggero venne incluso tra le opzioni.
Nel 1995 il modello venne aggiornato. Nel facelift vennero coinvolti sia gli interni che la linea.
Il cambio era sempre automatico a quattro rapporti. L'assemblaggio continuò a St. Thomas.

## La terza serie: 1998–2002

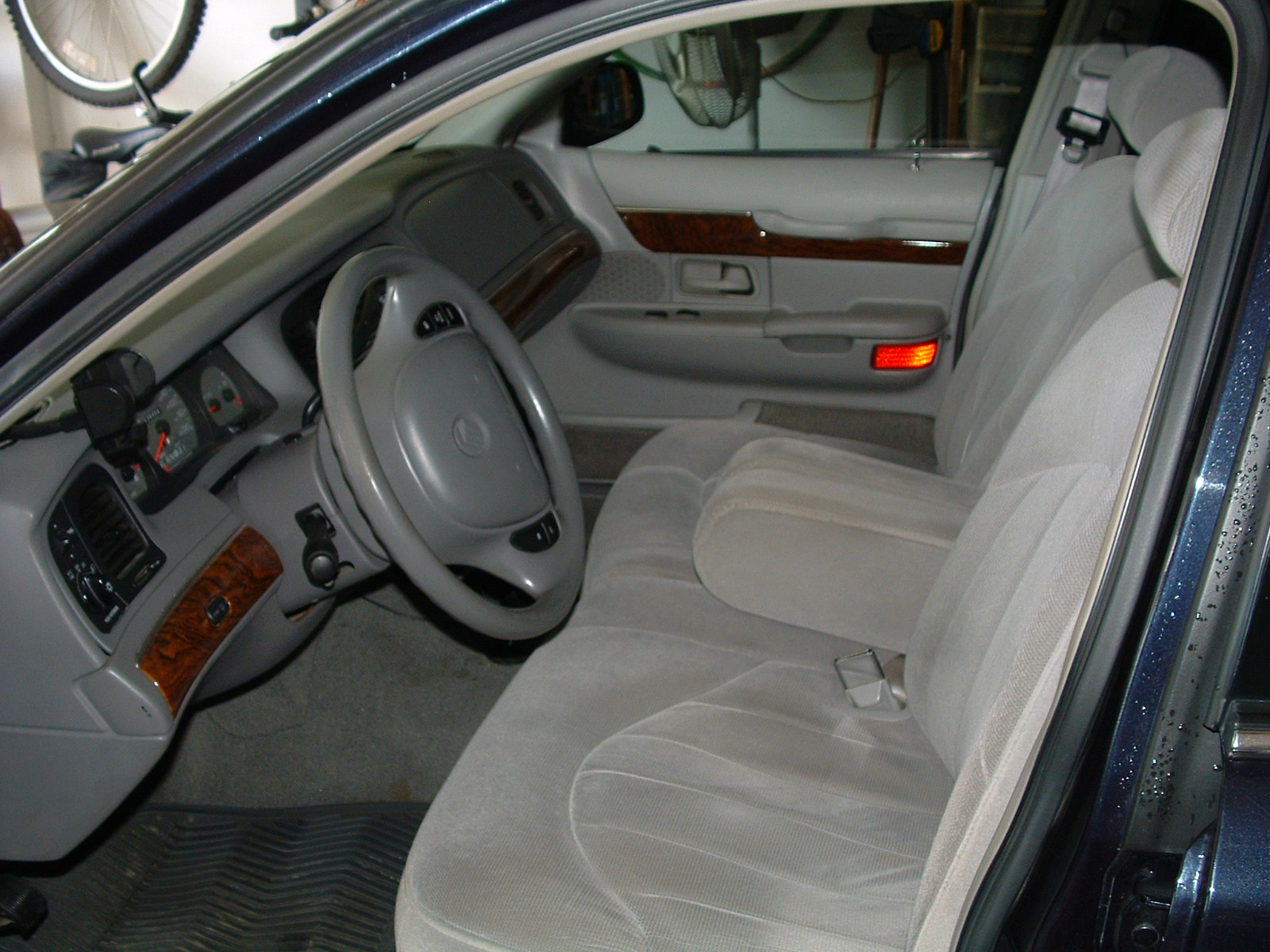
Gli interni di una Grand Marquis terza serie

La Grand Marquis è stata oggetto di un nuovo restyling nel 1998, che coinvolse la linea. Esteticamente, il modello assomigliava ancora alla serie precedente. Nonostante questa somiglianza, gli unici pannelli che vennero mantenuti furono quelli delle portiere e del tettuccio. Anche gli interni furono aggiornati. Questa generazione del modello non aveva più concorrenti diretti dato che la Chevrolet Caprice e la Buick Roadmaster vennero ritirate dal mercati dopo il 1996, e quindi le vendite della Grand Marquis subirono un forte incremento.
Su questa terza serie di Grand Marquis venne confermato il motore V8 monoalbero da 4,6 L della generazione precedente, anche se venne aggiornato. Il cambio era sempre automatico a quattro rapporti. Alle sospensioni venne aggiunto un parallelogramma di Watt. Anche la terza serie continuò ad essere assemblata a St. Thomas. Nel 2002 fu introdotta la versione LSE.
In Messico ed il Canada il modello era conosciuto come Ford Grand Marquis (in Canada prese questo nome dal 1999).

## La quarta serie: 2003–2011

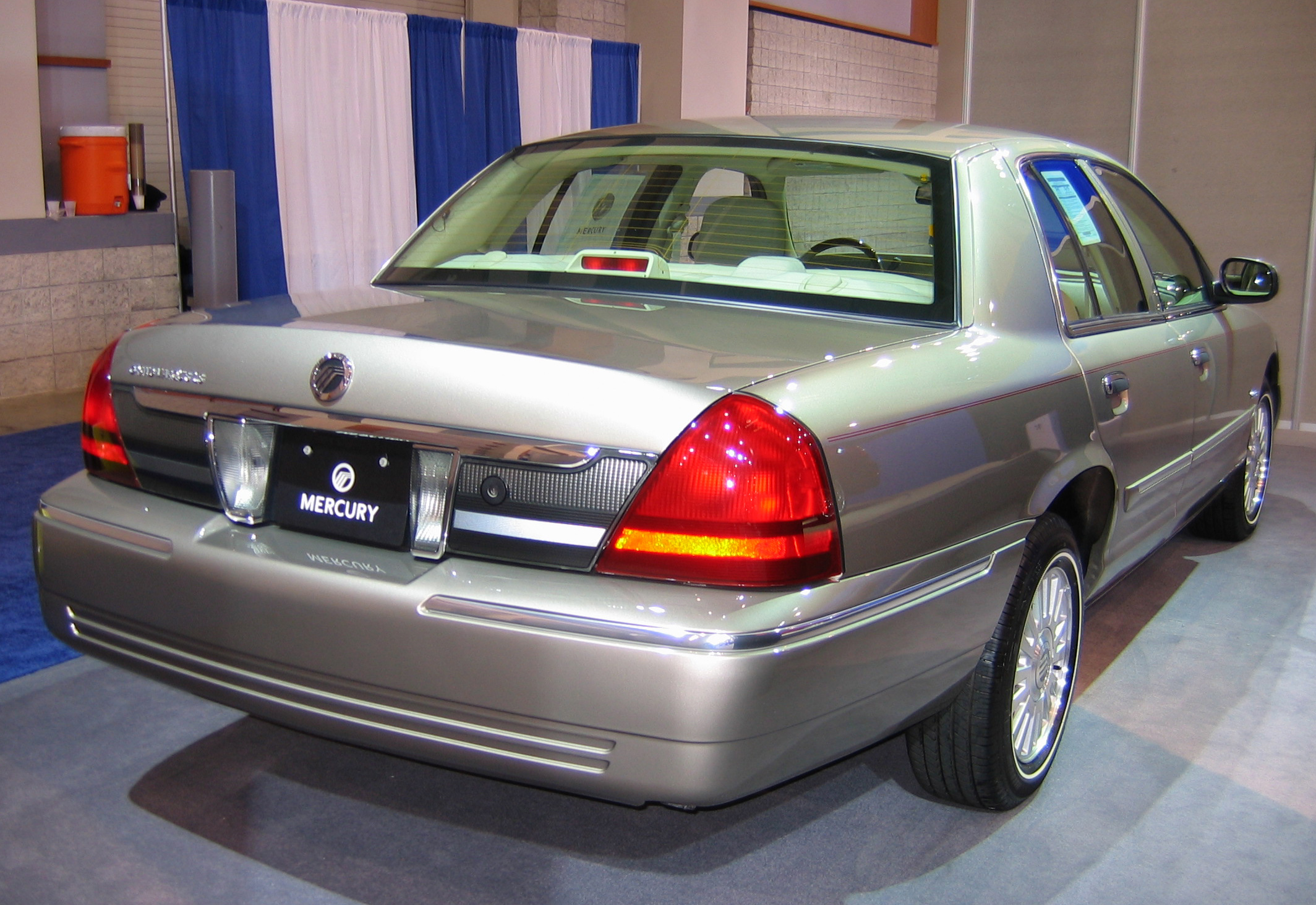
Vista posterior di Mercury Grand Marquis quarta serie

Dopo cinque anni in cui restò pressoché immutata, la Grand Marquis venne aggiornata nel 2003. Nell'occasione il modello ebbe in dotazione dei nuovi lamierati, una nuova calandra, dei paraurti rinnovati e dei nuovi fanali anteriori. Anche gli interni e l'equipaggiamento furono aggiornati. Dal 2003 al 2005 fu anche disponibile, per l'allestimento LS, la versione "Limited Edition".
Da un punto di vista meccanico, il restyling del 2003 fu più profondo dei precedenti. Infatti, ad esempio, furono aggiornate le sospensioni, i freni e lo sterzo. Anche il motore, che era il medesimo di quello delle due serie precedenti, venne migliorato. Nel 2005 ci fu un facelift che coinvolse anche la meccanica e l'equipaggiamento.
Nel 2006 la Grand Marquis fu oggetto di un importante facelift, nell'occasione del quale vennero aggiornati l'equipaggiamento, gli interni e la linea. Nel 2007 venne invece introdotto il pacchetto "Palm Beach", che fu offerto all'interno dell'allestimento LS. Nel model year 2008 la Ford Crown Victoria fu venduta esclusivamente alle imprese per essere impiegata come auto aziendale e quindi la Grand Marquis non ebbe più concorrenti dirette, perlomeno per la sua fascia di prezzo.
Nel 2010 la Grand Marquis superò un traguardo, stabilendo il record di vettura Mercury prodotta per più tempo. La Grand Marquis infatti, con 35 anni di "anzianità", superò la Cougar in questa classifica.
Anche su questa quarta serie di Grand Marquis venne montato il motore V8 monoalbero da 4,6 L delle generazioni precedenti. Il cambio era sempre automatico a quattro rapporti. Anche la quarta serie continuò ad essere assemblata a St. Thomas. In Messico ed il Canada il modello continuò ad essere conosciuto come Ford Grand Marquis.

## La fine della produzione
Il 2 giugno 2010 la Ford annunciò che alla fine dell'anno il marchio Mercury sarebbe stato soppresso dopo 72 anni di storia. Come risultato, l'ultima Grand Marquis uscì dalle catene di montaggio il 4 gennaio 2011. Lo stabilimento di St. Thomas chiuse invece nel settembre del 2011 con la fine della produzione della Ford Crown Victoria e della Lincoln Town Car.
Essendo stata in commercio per 36 anni, la Grand Marquis è stato il modello Mercury che è stato per più tempo in produzione e la vettura Mercury più venduta in assoluto. All'interno del gruppo Ford, in Nord America, solo la Ford E-Series, la Ford Mustang, la Ford Thunderbird, la Ford F-Series, e la Lincoln Continental sono state prodotte per più tempo.
Nel 2011 in Canada la Grand Marquis venne sostituita dalla quinta generazione della Ford Taurus.

## I motori
| Motore               | Anni        | Cilindrata  | Potenza | Coppia |
| Prima serie          | Prima serie | Prima serie | Prima serie | Prima serie |
| -------------------- | ----------- | ----------- | --- | --- |
| Ford 5.0 Windsor V8  | 1983–1991   | 4,9 L       | | |
| Ford Windsor V8      | 1986–1991   | 5,8 L       | | |
| Seconda-quarta serie |             |             | | |
| Ford Modular V8      | 1992–2011   | 4,6 L       | - 210 CV (1992–1997; doppio scarico) - 215 CV (1998–2000; doppio scarico) - 235 CV (2001–2002; doppio scarico) - 239 CV (2003–2011; doppio scarico) | - 370 N•m (1992–1997; doppio scarico) - 386 N•m (1998–2000; doppio scarico) - 373 N•m (2001–2002; doppio scarico) - 382 N•m (2003–2011; doppio scarico) |